# Mobene
Mobene (Latijnse naam) of Qasr Bshir (Arabisch) was een Romeins fort langs de Limes Arabicus. Het fort is gelegen in het huidige Jordanië. 
De Limes Arabicus moest de Romeinse provincies Syria en Arabia Petraea beschermen tegen invallende Arabische nomaden. Deze nomaden reden op snelle dromedarissen, waardoor ze snelle invallen konden uitvoeren in het Romeinse platteland. 
De latei van de toegangsdeur tot het fort heeft de volgende inscriptie:
Optimis maximisque principibus nostris Caio Aurelio Valerio Diocletiano Pio Felici Invicto Augusto et Marco Aurelio Valerio Maximiano Pio Felici Invicto Augusto et Flavio Valerio Constantio et Galerio Valerio Maximiano nobilissimis Caesaribus Castra Praetorii Mobeni a fundamentis Aurelius Asclepiades praeses provinciae Arabiae perfici curavit.— Corpus inscriptionum Latinarum III 14149

## Zie ook

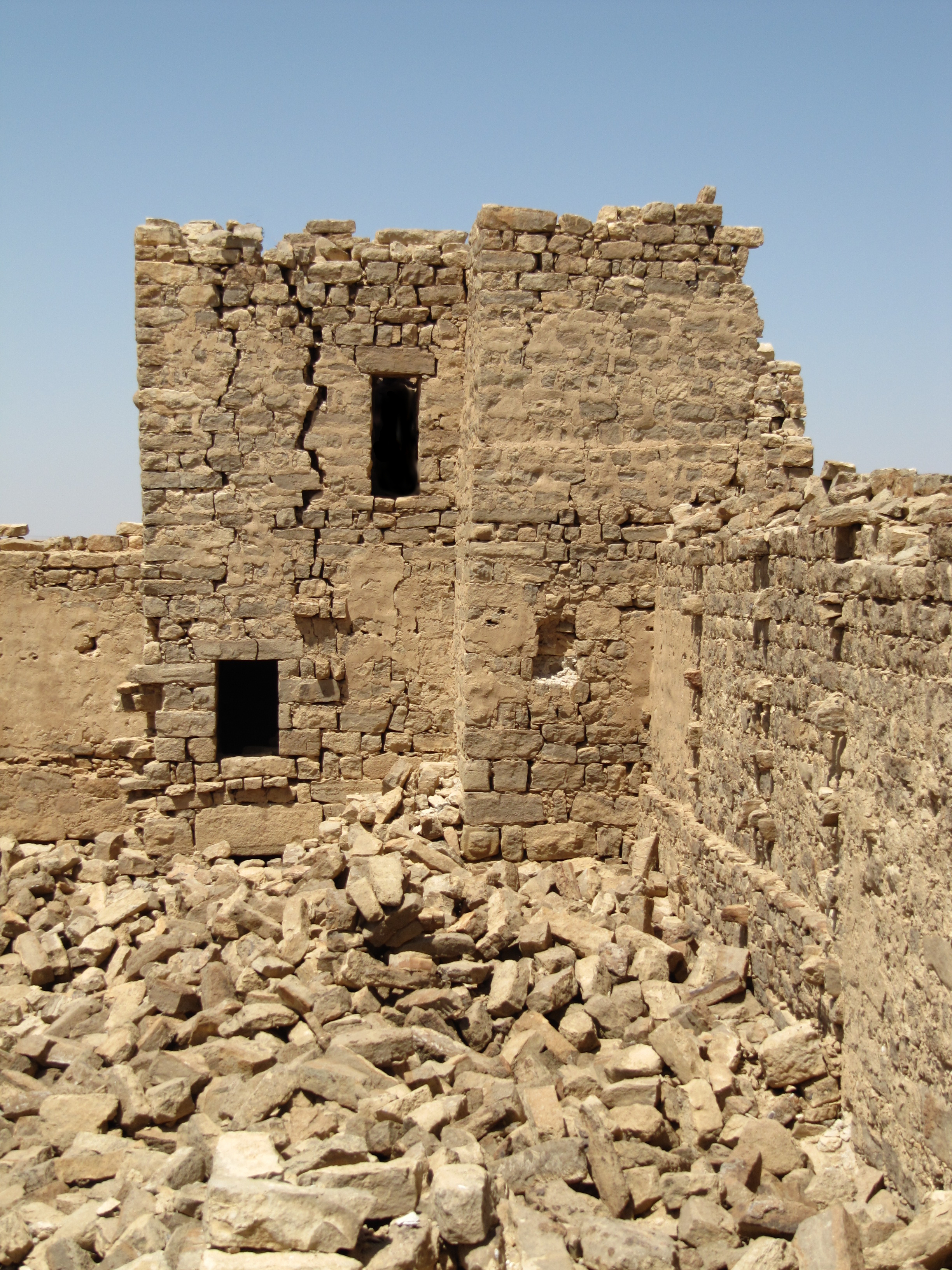